# 澳門特別行政區區徽
中华人民共和国澳門特別行政區區徽（葡萄牙語：Emblema regional da Região Administrativa Especial de Macau da República Popular da China）是代表澳门的徽章，最外層以中文寫上「中華人民共和國澳門特別行政區」，以及澳門的葡文名稱「MACAU」。而其設計也使用了很多澳門特別行政區區旗的設計元素，例如蓮花、大橋和海水。現時的澳門特區區徽自1999年12月20日澳門回歸启用。
澳門與蓮花的關係見澳門市花。

## 歷史
1990年底至1991年初，澳門特別行政區基本法起草委員會成立了區旗區徽評選委員會，公開徵集澳門特別行政區區旗、區徽設計圖案。5個月的徵集期內，共收到782幅稿件。經過初選和三輪無記名投票，選出區旗、區徽圖案各15幅，分別在澳門和北京展出。草委會於1992年3月評出3套作品獲等二等獎，分別是北京張磊、澳門吳衛堅及河南肖紅的區徽設計圖案（一等獎空缺）。
張磊的基本構圖是：3瓣蓮花中排列著弧形的5顆五角星，花底下有象徵橋和海的線條。整個構圖主要為綠色，是在眾多參評稿件中，唯一的綠色方案。
肖紅設計的構圖為：上方排列5顆呈弧形的五角星，下方由3片蓮花瓣組成一朵盛開的蓮花。
由於評委們認為有關的設計尚不完美，決定在原作者的同意下，以張磊的方案和色彩為基礎，結合肖紅的花形，進行修改完善。區徽呈圓形，內圓以綠色為底，畫上一朵有三塊花瓣的蓮花，此外花瓣上排列5顆呈弧形的五角星。至於外圈則為白底綠字，其外部再嵌上紅綠而成。在外圈上半部又以繁體中文自左至右寫上「中華人民共和國澳門特別行政區」，下半部則由左至右寫上澳門的葡文名稱「MACAU」。
蓮花一直是澳門的象徵，五顆星意指中华人民共和国，採用綠、白兩色。圖案最終於1993年3月31日，第八屆全國人民代表大會第一次會議表決通過。

## 外部連結
- 澳門特別行政區 第6/1999號法律 區旗及區徽的使用及保護 （页面存档备份，存于）
- 澳門特別行政區 第5/2019號行政法規 關於使用國旗、國徽、區旗、區徽及奏唱國歌的具體規定 （页面存档备份，存于）